# 各務原鉄道K1-BE形電車
各務原鉄道K1-BE形電車（かがみはらてつどうK1-BEがたでんしゃ）は、現在の名鉄各務原線を敷設・運営した各務原鉄道が、同社路線の開業に際して1925年（大正14年）に導入した電車（制御電動車）である。形式称号はKB1形およびKB形とも呼称された。
形式称号の「K1-BE」「KB1」は、Kが「各務原 (Kagamihara) 」を、Bが「2軸ボギー構造 (Boogie) 」を、Eが「イングリッシュ・エレクトリック (English Electric) 製の電装品を搭載した車両」をそれぞれ意味し、各務原鉄道の親会社である美濃電気軌道（美濃電）の保有車両における形式称号付与基準に類似したものである。
当時の美濃電における最新型車両であったBD505形（後の名鉄モ520形）に類似した、前面を丸妻5枚窓構造とした木造車体を備えるが、主要機器についてはBD505形が直接制御車であったのに対して、K1-BE形は総括制御に対応した電動カム軸式の間接自動制御器を採用するなど、製造当時における最新仕様を取り入れた車両として設計された。1925年（大正14年）3月にK1-BE形1 - 8の8両が落成し、製造はいずれも日本車輌製造本店が担当した。
K1-BE形（以下「本形式」）は、後年の各務原鉄道の現・名古屋鉄道（名鉄）の母体事業者である名岐鉄道への吸収合併に伴う車籍継承および形式称号改訂を経て、1965年（昭和40年）まで在籍した。

## 仕様
車体長12,166 mm・車体幅2,490 mmの木造車体を備え、床下には構体補強用のトラス棒を設置する。前後妻面はいずれも大きな円弧を描く丸妻形状で、5枚の前面窓を均等配置し、妻面下部より鋼製の台枠端梁が露出した構造とした。側面には838 mm幅の片開客用扉を片側2箇所配し、客用扉間には楕円形状（丸窓）の戸袋窓と、711 mm幅の一段落とし窓構造の側窓を計8枚それぞれ配した。側窓は57 mm幅の窓間柱によって区切られた2枚の窓を305 mm間隔で計4組設け、側面窓配置はD e 2 2 2 2 e D（D：客用扉、e：丸窓、各数値は側窓の枚数）である。車内はロングシート仕様で、車内天井部には白熱灯式の車内照明機器とつり革を設けた。
制御装置はイングリッシュ・エレクトリックM-15-C自動加速制御器を採用し、主電動機は同じくイングリッシュ・エレクトリック製のDK-30-C直流直巻電動機（定格出力60 PS）を採用、吊り掛け駆動方式・歯車比4.60 (69:15) で1両あたり4基搭載した。台車はボールドウィン・ロコモティブ・ワークス (BLW) 社開発のボールドウィンA形台車を原設計として、日本車輌製造が模倣製造した「日車ボールドウィン形」あるいは「日車BW」と呼称される形鋼組立形釣り合い梁台車（固定軸間距離1,981 mm、車輪径864 mm）を装着した。制動装置は連結運転を考慮してSME非常直通空気ブレーキを採用、前後妻面には並形自動連結器を装着した。また、集電装置として当初トロリーポールを前後各1基ずつ搭載したが、後年菱形パンタグラフへ換装された。

## 運用

### 竣功から戦中戦後にかけて
1926年（大正15年）1月の同社路線開業に際して運用を開始した。当初は前述の通りトロリーポール集電方式で落成した本形式であったが、1931年（昭和6年）に集電装置のパンタグラフ化が実施され、同時に歯車比を3.66 (66:18) へ変更して中高速域の加速特性の改善が図られた。
1930年（昭和5年）8月20日付で美濃電が名岐鉄道へ吸収合併されたことを受けて、各務原鉄道は名岐鉄道の傘下事業者となったのち、1935年（昭和10年）3月28日付で名岐鉄道へ吸収合併された。本形式も名岐鉄道へ継承され、当初は原形式・原番号のまま運用されたが、名岐鉄道と愛知電気鉄道の対等合併による（現）名古屋鉄道の成立後の1941年（昭和16年）に実施された形式称号改訂に際して、新たにモ450形の形式称号が付与され、記号番号はモ451 - モ458（モ451・モ452・モ455は初代）と改められた。
合併後も主に各務原鉄道線改め各務原線において運用されたが、沿線に日本陸軍の各務原飛行場など軍事関連施設を数多く有した各務原線は太平洋戦争（第二次世界大戦）中の空襲によって甚大な被害を蒙り、同路線区において運用された本形式もモ451（初代）・モ452（初代）・モ455（初代）・モ458の4両が戦災により被災焼失した。同4両はいずれも木造車体を新製して復旧されたが、新製された車体は前面が従来より平面に近い丸妻形状の3枚窓構造となり、妻面の円弧形状が緩くなったことに伴って妻面と側面との接合部が前位側へ移動したことにより寸法的な余裕が生じた側面車端部と客用扉の間に乗務員用の狭幅窓を新設し、側面窓配置は1 D 3 2 2 3 D 1と変化した。また、客用扉の上辺が3400系などと同様にアーチ状に曲線形状を描く特徴的な形態に改められた。

### 戦後の動向
終戦直後の混乱期における、国鉄63系電車の割当車両である3700系（初代）の導入に伴う地方私鉄への車両供出の一環として、モ451（初代）・モ455（初代）・モ458の3両が山形交通・尾道鉄道・蒲原鉄道の3社へそれぞれ譲渡された。
- 名鉄モ451 → 山形交通モハ106[15][注釈 4]
- 名鉄モ455 → 蒲原鉄道デ101[15]
- 名鉄モ458 → 尾道鉄道デキ458[15]

名鉄に残存したモ452（初代）・モ453・モ454・モ456・モ457の5両については、各務原線のほか大曽根線（現・小牧線）において運用されたが、1948年（昭和23年）6月にモ452（初代）を除く4両が、従来4輪単車のみによって運行されていた揖斐線系統へ転属した。これは同路線の利用客増加に伴う車両増備のほか、1950年（昭和25年）4月の谷汲山華厳寺における戦後初のご開帳を控え参拝客による混雑が想定された谷汲線の輸送力増強を目的として、モ120形・モ130形など揖斐線系統に在籍する間接自動制御仕様の4輪単車各形式と同一のM-15-C制御装置を搭載する本形式が転属対象に選定されたものである。
翌1949年（昭和24年）に実施された形式称号改訂に際しては、本形式は形式称号についてはモ450形のまま変更されなかったものの、前述車両譲渡によって生じた空番を解消する改番がモ453・モ454を除く3両を対象に実施され、記号番号がモ451 - 455（モ451・モ452・モ455は2代）に再編された。
- モ456 → モ451（2代）[4]
- モ457 → モ452（2代）[4]
- モ452（初代） → モ455（2代）[4]

1949年（昭和24年）10月には唯一各務原線・大曽根線に残存したモ455（2代）も揖斐線系統へ転属し、本形式は全車とも揖斐線系統に集約された。翌1950年（昭和25年）4月から同年5月にかけてのご開帳輸送においては、前掲4輪単車各形式と比較して収容力の大きい2軸ボギー車である本形式は主力車両として運用され、ご開帳輸送終了後は主に朝夕の通勤通学時間帯において運用された。後年、本形式全車を対象として外板に鋼板を張る簡易鋼体化が施工されたのち、1962年（昭和37年）12月にモ455（2代）は電装を解除して制御車ク2250形（2代）2251と形式称号および記号番号を改めた。
その後、瀬戸線などから転用された半鋼製車体の各形式の揖斐線への導入に伴って、1965年（昭和40年）5月10日付でモ452（2代）・モ454・ク2251の3両が除籍された。残るモ451（2代）・モ453は1965年（昭和40年）5月に電装解除されて制御車ク2150形（2代）2151・2152と形式称号および記号番号を改めたが、2両とも改造竣功から約3か月後の1965年（昭和40年）8月24日付で除籍され、各務原鉄道K1-BE形を由来とする各形式は全廃となった。
なお、モ452（2代）・モ454およびク2251については廃車後北陸鉄道へ売却された旨名鉄側の記録に残されているが、詳細は不明である。